# Gaetano Facchi
Gaetano Facchi (Brescia, 29 gennaio 1812 – Brescia, 10 ottobre 1895) è stato un imprenditore e politico italiano. È stato sindaco di Brescia dal 1863 al 1867 e deputato alla Camera dal 1865 al 1874.

## Biografia
Figlio di Bortolo Facchi e di Barbara Dusi, da giovane si diede alla lavorazione e al commercio del ferro nell'impresa di Giovan Battista Fanti a Mompiano. Rilevò la ditta alla morte dello stesso Fanti e nel 1856 donò una fontana in ghisa al comune di San Nazzaro Mella per adornare la piazza antistante la stazione ferroviaria.
Vendette l'impresa al fratello per intraprendere l'attività agricola, ma soprattutto per costruirsi una carriera politica: fu consigliere comunale dal 1862 al 1880 e divenne sindaco, nominato per regio decreto, il 16 marzo 1863. Sulla base delle sue conoscenze contabili mise in sesto le finanze del municipio bresciano, introducendo la partita doppia e anticipando l'imposta comunale fondiaria. Quest'ultima decisione provocò malumori nella popolazione; il 29 agosto 1865 ci fu una dimostrazione che invase il Palazzo della Loggia, sede municipale. Lo stesso Facchi fu ferito durante i moti, ma la sua idea fu apprezzata dal ministro Quintino Sella che premiò il sindaco bresciano promuovendo il suo nome alla Commenda dell'Ordine dei Santi Maurizio e Lazzaro.
Nel 1865 costituì la Società Bacologica d'Agricoltura, con sede in Municipio, che condusse sperimentazioni sui semi di origine giapponese per trovare un rimedio alle malattie che colpivano la gelsibachicoltura italiana. All'inizio del 1866 decise di dimettersi da sindaco, poiché eletto deputato alla Camera, ma in seguito cambiò idea, rimanendo in carica per organizzare le assistenze e i reclutamenti della terza guerra d'indipendenza.
Fu eletto rappresentante dei liberali moderati bresciani per il collegio elettorale cittadino nelle politiche del 1865, del 1867, dopo le quali si dimise definitivamente da sindaco, e del 1870. In parlamento, sostenne i governi della Destra costituzionale. Al termine dell'XI Legislatura, si ritirò a vita privata. Nel 1872 fu eletto alla Presidenza della Banca Provinciale Bresciana, carica che mantenne fino alla liquidazione dell'istituto di credito, avvenuta nel 1877.
Nel 1895 fu richiamato dai colleghi liberal moderati per partecipare all'alleanza con i cattolici in vista delle elezioni comunali generali che si sarebbero tenute il 5 maggio. In quest'occasione fu rieletto consigliere ed appoggiò la giunta clerico-moderata guidata da Francesco Bettoni Cazzago.
Morì a Brescia il 10 ottobre 1895.